# Улар кавказький
Улар кавказький (Tetraogallus caucasicus) — вид куроподібних птахів родини фазанових (Phasianidae). Ендемік Кавказу.

## Поширення
Вид поширений на викогір'ях Великого Кавказу на півночі Грузії, Азербайджану та суміжних регіонах Росії. Мешкає на гірських схилах, розташованих вище верхньої межі дерев і чагарників. Воліє трав'янисті схили, вкриті сніговими ділянками, і скелясті виступи, що чергуються з ущелинами та урвищами. Популяції, як правило, щільніші на безсніжних ділянках, як правило, між 1800 і 4000 метрів. Однак під час або після сильних зимових снігопадів вони можуть спускатися на меншу висоту, іноді осідаючи на низинних пагорбах або передгір'ях.

## Опис
Птах має довжину від 50 до 60 см, дуже міцної статури з великою головою, товстою шиєю і довгим хвостом. Розмах крил 80-95 см; вага становить близько 1930 г у самців і близько 1730 г у самиць. Оперення переважно дуже дрібно позначене сірим, коричневим, білим і чорним кольорами, так що з великої відстані воно виглядає сірим. Боки іржаво-коричневі та мають сильніший чорний візерунок, тоді як груди та плечі сірі та дрібно вкраплені чорним. Шия біла з іржаво-коричневими смугами на боках і потилиці. Підхвістя біле. Під час польоту можна побачити велику білу панель крила як на нижній, так і на верхній стороні. Загалом самиці трохи тьмяніші за самців, а молоді ще блідіші та не мають іржаво-коричневого кольору на боках.

## Спосіб життя
Живе парами або невеликими групами, переважно з 3-9 особин. Можна спостерігати за цими тваринами, коли вони сидять на видних скелях або коли вони блукають у пошуках їжі просто неба в трав'янистих преріях під скелями. Однак це обережні птахи, і, як тільки вони бачать хижака або присутність людини, вони йдуть або біжать вгору до хребта, з якого шумно та стрімко кидаються в політ у напрямку долини або через ущелини з великими ударами крил, що чергуються з довгими ковзаннями. Наприкінці дня вони піднімаються до вершин і відпочивають на крутому схилі або в чагарнику, звідки вони виходять на світанку. Ближче до середини дня вони також відпочивають серед скель поблизу своїх кормових територій. Харчується овочами, цибулинами, насінням і листя, особливо злакових і бобових; останні становлять важливу частину меню молодих птахів, оскільки вони багаті білками.
Моногамний птах. Самиця викопує невелике заглиблення, яке ледь вистилає сухою травою. Це гніздо часто розташоване на відкритій місцевості, але також може бути частково захищене поблизу скелі. Зазвичай містить кладку з 5-8 яєць, але деякі можуть містити до 15 яєць: у таких випадках це, ймовірно, результат відкладення двох самиць. Яйця мають світло-зеленувато-сірий або світло-блакитний колір, з деякими коричневими плямами, розташованими переважно на вузькому кінці. Висиджування, яке зазвичай триває 28 днів, є винятковим завданням самиці. Ймовірно, вона також відповідає за догляд і нагляд за пташенятами. Іноді кілька виводків зливаються в одну групу. Гніздування та відкладання яєць відбувається протягом квітня та травня, але значно змінюється залежно від місцевих умов. Птахи, які розмножуються на великих висотах, переважно гніздяться приблизно на шість тижнів пізніше, ніж ті, які роблять це на більш помірних висотах.